# Andrew McBain
Pour les articles homonymes, voir McBain.
Andrew Burton McBain (né le 18 janvier 1965 à Scarborough dans la province d'Ontario au Canada) est un joueur professionnel canadien de hockey sur glace. Il évoluait au poste d'ailier droit. Son fils Jack est également joueur professionnel.

## Biographie
Au terme de sa deuxième saison chez les juniors avec les Centennials de North Bay qui se conclut avec une production de 120 points en 67 matchs, il est repêché au premier tour, 8e rang au total, par les Jets de Winnipeg lors du repêchage d'entrée dans la LNH 1983. Il devient professionnel avec les Jets la même année du repêchage, c'est-à-dire lors de la saison 1983-1984.
Il débloque offensivement en 1987-1988, à sa cinquième saison avec les Jets, en récoltant 63 points, dont 32 buts. La saison suivante, il connaît sa meilleure saison en carrière dans la LNH avec 37 buts et 77 points. De plus, il part jouer avec l'équipe du Canada à l'occasion du Championnat du monde de 1989, tournoi qui se conclut par une médaille d'argent.
Après six saisons avec les Jets, il est échangé durant l'été 1989 aux Penguins de Pittsburgh avec Randy Gilhen et Jim Kyte contre Randy Cunneyworth, Dave McLlwain et Rick Tabaracci. Après n'avoir marqué que 14 points en 41 parties avec les Penguins, il est à nouveau échangé en janvier 1990 et passe aux Canucks de Vancouver en compagnie de Dave Capuano et Dan Quinn contre Rod Buskas, Barry Pederson et Tony Tanti.
Il se retrouve bien plus souvent dans les ligues mineures avec les Admirals de Milwaukee, équipe affiliée aux Canucks, et en 1992, il signe avec les Sénateurs d'Ottawa, nouvelle équipe d'expansion dans la LNH. Après deux saisons avec Ottawa, il termine sa carrière en jouant ses deux dernières saisons dans la LIH,.

## Statistiques

### En club
| Saison     | Équipe                              | Ligue      |     | Saison régulière | Saison régulière | Saison régulière | Saison régulière | Saison régulière |   | Séries éliminatoires | Séries éliminatoires | Séries éliminatoires | Séries éliminatoires | Séries éliminatoires |
| Saison     | Équipe                              | Ligue      | PJ  | B                | A                | Pts              | Pun              | PJ               | B | A                    | Pts                  | Pun                  |                      |                      |
| 1980-1981  | Tigers d'Aurora                     | OPJHL      | 43  | 16               | 21               | 37               | 21               | -                | - | -                    | -                    | -                    |                      |                      |
| 1981-1982  | Flyers de Niagara Falls             | LHO        | 68  | 19               | 25               | 44               | 35               | 5                | 0 | 3                    | 3                    | 4                    |                      |                      |
| 1982-1983  | Centennials de North Bay            | LHO        | 67  | 33               | 87               | 120              | 61               | 8                | 2 | 6                    | 8                    | 17                   |                      |                      |
| 1983-1984  | Jets de Winnipeg                    | LNH        | 78  | 11               | 19               | 30               | 37               | 3                | 2 | 0                    | 2                    | 0                    |                      |                      |
| 1984-1985  | Jets de Winnipeg                    | LNH        | 77  | 7                | 15               | 22               | 45               | 7                | 1 | 0                    | 1                    | 0                    |                      |                      |
| 1985-1986  | Jets de Winnipeg                    | LNH        | 28  | 3                | 3                | 6                | 17               | -                | - | -                    | -                    | -                    |                      |                      |
| 1986-1987  | Jets de Winnipeg                    | LNH        | 71  | 11               | 21               | 32               | 106              | 9                | 0 | 2                    | 2                    | 10                   |                      |                      |
| 1987-1988  | Jets de Winnipeg                    | LNH        | 74  | 32               | 31               | 63               | 145              | 5                | 2 | 5                    | 7                    | 29                   |                      |                      |
| 1988-1989  | Jets de Winnipeg                    | LNH        | 80  | 37               | 40               | 77               | 71               | -                | - | -                    | -                    | -                    |                      |                      |
| 1989-1990  | Penguins de Pittsburgh              | LNH        | 41  | 5                | 9                | 14               | 51               | -                | - | -                    | -                    | -                    |                      |                      |
| 1989-1990  | Canucks de Vancouver                | LNH        | 26  | 4                | 5                | 9                | 22               | -                | - | -                    | -                    | -                    |                      |                      |
| 1990-1991  | Admirals de Milwaukee               | LIH        | 47  | 27               | 24               | 51               | 69               | 6                | 2 | 5                    | 7                    | 12                   |                      |                      |
| 1990-1991  | Canucks de Vancouver                | LNH        | 13  | 0                | 5                | 5                | 32               | -                | - | -                    | -                    | -                    |                      |                      |
| 1991-1992  | Canucks de Vancouver                | LNH        | 6   | 1                | 0                | 1                | 0                | -                | - | -                    | -                    | -                    |                      |                      |
| 1991-1992  | Admirals de Milwaukee               | LIH        | 65  | 24               | 54               | 78               | 132              | 5                | 1 | 2                    | 3                    | 10                   |                      |                      |
| 1992-1993  | Sénateurs d'Ottawa                  | LNH        | 59  | 7                | 16               | 23               | 43               | -                | - | -                    | -                    | -                    |                      |                      |
| 1992-1993  | Senators de New Haven               | LAH        | 1   | 0                | 1                | 1                | 4                | -                | - | -                    | -                    | -                    |                      |                      |
| 1993-1994  | Senators de l'Île-du-Prince-Édouard | LAH        | 26  | 6                | 10               | 16               | 102              | -                | - | -                    | -                    | -                    |                      |                      |
| 1993-1994  | Sénateurs d'Ottawa                  | LNH        | 55  | 11               | 8                | 19               | 64               | -                | - | -                    | -                    | -                    |                      |                      |
| 1994-1995  | Thunder de Las Vegas                | LIH        | 62  | 15               | 27               | 42               | 111              | 8                | 0 | 3                    | 3                    | 33                   |                      |                      |
| 1995-1996  | Komets de Fort Wayne                | LIH        | 77  | 15               | 15               | 30               | 85               | 5                | 0 | 2                    | 2                    | 10                   |                      |                      |
| Totaux LNH | Totaux LNH                          | Totaux LNH | 608 | 129              | 172              | 301              | 633              | 24               | 5 | 7                    | 12                   | 39                   |                      |                      |

### En équipe nationale
| Année | Équipe | Compétition          |    | PJ | B | A | Pts | Pun               |  | Résultat |
| 1989  | Canada | Championnat du monde | 10 | 6  | 2 | 8 | 8   | Médaille d'argent |  |          |

## Trophées et honneurs personnels
- 1982-1983 : nommé dans la deuxième équipe d'étoiles de la LHO.